# Samoloty eksperymentalne Leduca
Samoloty eksperymentalne Leduca – seria doświadczalnych samolotów z silnikami strumieniowymi skonstruowana w latach 1938–1957 przez francuskiego inżyniera René Leduca. Składała się z następujących modeli:
- Leduc 010 był pierwszym samolotem świata z silnikiem strumieniowym. Został zaprojektowany w 1938 r. Etap konstrukcji wydłużył się, gdyż Leduc chciał utrzymać swój wynalazek w tajemnicy przez niemieckimi władzami okupacyjnymi. Dlatego samolot został ukończony i przetestowany dopiero 21 kwietnia 1949 r. Z racji sposobu działania silnika strumieniowego (zapłon mieszanki paliwowej możliwy jest tylko po osiągnięciu odpowiedniej prędkości), samolot musiał zostać podczepiony pod samolot transportowy i zrzucony z dużej wysokości. Model 010 osiągnął prędkość 0,85 macha. Samolot rozbił się w 1951 r. Rok później na bazie modelu 016 powstał kolejny, który również uległ poważnemu wypadkowi. Obaj piloci przeżyli.

- Model 016 korzystał z wielu rozwiązań poprzedniego modelu. Na końcach skrzydeł zamontowano silniki turboodrzutowe, które umożliwiały odbywanie samodzielnych lotów.
- Leduc 021
- Leduc 022